# Joaquín La Habana

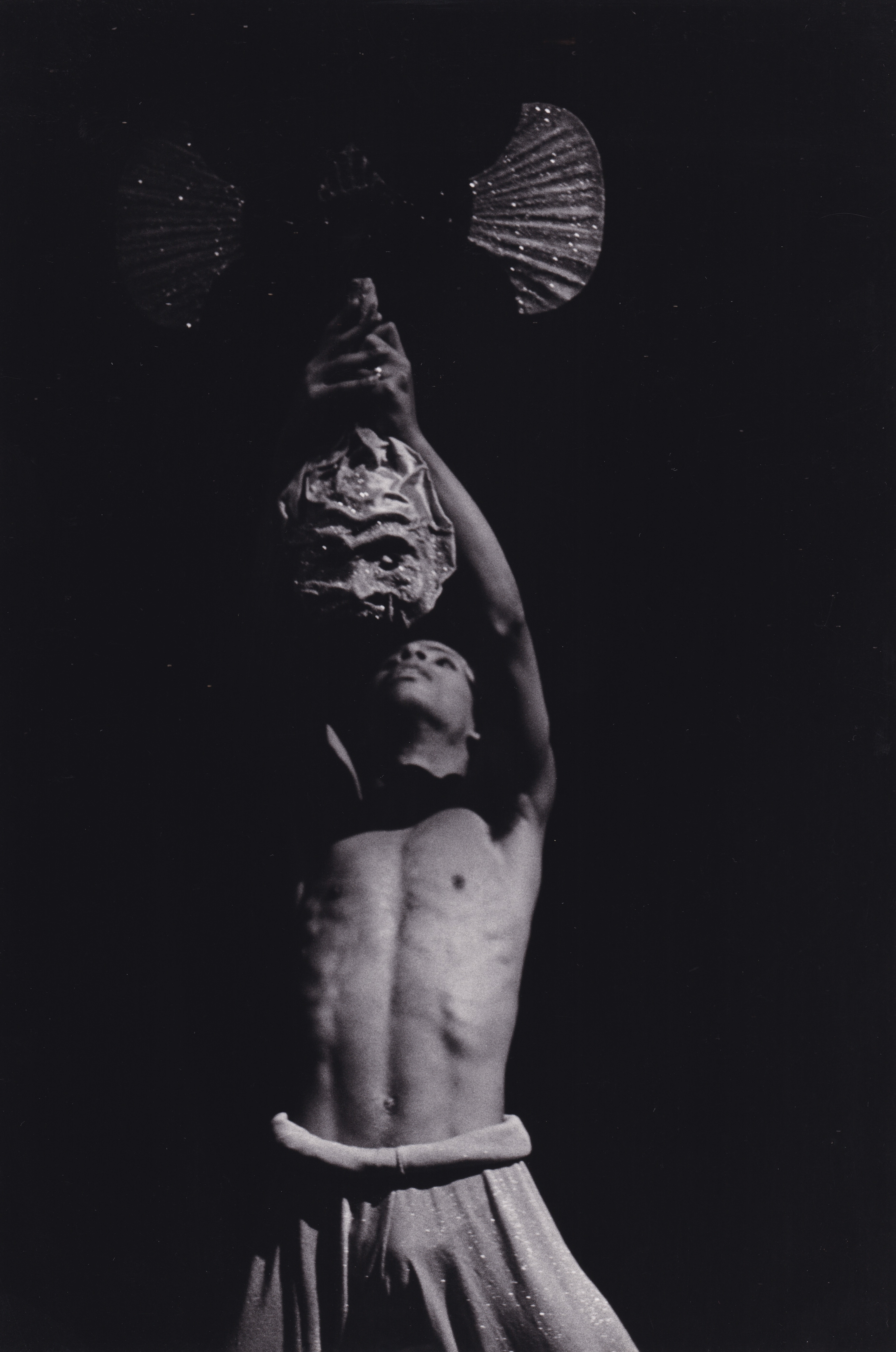
Joaquín La Habana in Canto Negro, 1986. Foto: Anno Dittmer.

Joaquín La Habana (* 30. August 1952 in Havanna, Kuba) ist ein interdisziplinärer queerer Künstler, dessen Schaffen sich zwischen Gesang, Tanz, Show, Travestie und (experimentellem) Film bewegt.

## Leben und Werk
In Kuba geboren, wanderte La Habana 1966 in die USA aus und begann dort bereits als Teenager seine künstlerische Ausbildung. In Boston nahm er Unterricht in klassischem Gesang und Tanz, mit den Schwerpunkten Modern Dance und Afrokaribischer Tanz bei Lehrern wie Talley Beatty und den (ehemaligen) Mitgliedern des Alvin Ailey American Dance Theater Geoffrey Holder und James Truitte.
In den 1970er Jahren lebte La Habana in New York, wo er kleine Rollen als Tänzer am Broadway und in Musicalfilmen wie Hair und The Wiz übernahm. Gleichzeitig begann er sich mit dem Genre Drag/Travestie zu beschäftigen und lebte für einige Zeit auch im Alltag eine weibliche Identität. Er trat im Studio 54 und der Palm Casino Revue mit Gesangs- und Tanznummern auf, die mit Androgynität und Geschlechterwechsel spielen und selbstironisch die Erwartungen an seine kubanische Herkunft unterwandern, u. a. in Anlehnung an Josephine Baker. La Habana wirkte im Off-Off-Broadway im Umfeld der queeren Theateravantgarde des La MaMa E.T.C., Charles Ludlam und Jack Smith, und spielte eine Hauptrolle im queeren Experimentalfilm Love Thing.
Seit 1981 lebt La Habana in Berlin. Sein Einstieg in die deutsche Theaterlandschaft erfolgte 1982 mit dem Travestiekabarett Chez Nous, wo er mit seinen androgynen Performances durch die deutschen Provinzen von Helmstedt bis Timmendorf tourte. Mit dem sozialkritischen und politischen Anspruch seiner Nummern stieß er jedoch schnell an die Grenzen der klassischen Travestie. Im Rahmen des homosexuellen Theaterfestivals Stern.Zeichen II am Theater am Turm, Frankfurt, präsentierte 1983 La Habana dann den Androgyn-Abend, eine multimediale Performance über Genderkonzepte in verschiedenen Epochen und Kulturen. Als Solist war er in Inszenierungen von La Cage aux Folles in verschiedenen Stadttheatern zu sehen, wie auch von 1982 bis 2017 (mit Unterbrechungen) im Berliner Revuetheater La Vie en Rose. La Habana wirkte in verschiedenen Filmen von Rosa von Praunheim mit, u. a. gemeinsam mit Angie Stardust in Stadt der verlorenen Seelen (1983).
Ab den 1990er Jahren zeigt La Habana vornehmlich „Götterperformances“ wie Caravan of Gods (1989) oder Tanz der Orishas (2015) sowie afrokubanische Tanz- und Musikshows, mit denen er im Ethnologischen Museum in Berlin-Dahlem, Haus der Kulturen der Welt, Werkstatt der Kulturen, zahlreichen Berliner Stadtteilfesten aber auch auf großen Show-Events am Brandenburger Tor und der EXPO 2000 Hannover zu sehen war.
1996 bis 2009 nahm er regelmäßig am Karneval der Kulturen teil, teilweise mit eigenen Ensembles von bis zu 60 Personen, wo er u. a. im Format des Straßenumzugs die (Kolonial-)Geschichte Kubas durch afrokubanische Tänze erzählt hat.
Joaquín La Habana praktiziert als Santería-Priester und gibt regelmäßig Workshops und Seminare zu Musik- und Performanceaspekten afrokubanischer Kultur. Er lebt und arbeitet in Berlin. Materialien zu seinem künstlerischen Schaffen werden im Schwulen Museum und im Mime Centrum Berlin, einem Projekt des Internationalen Theaterinstitut, gesammelt.

## Filmografie
- 1972: Joaquín (Dokumentarfilm) – Regie: Serge Raoul
- 1978: The Wiz – Das zauberhafte Land – Regie: Sydney Lumet
- 1979: Hair – Regie: Miloš Forman
- 1980 (2012): Love Thing; u. a. mit Jack Smith – Regie: Michael Mannetta
- 1981: The Bronx – Regie: Daniel Petrie
- 1983: Stadt der verlorenen Seelen – Regie: Rosa von Praunheim
- 1984: Horror Vacui – Regie: Rosa von Praunheim
- 1984: Drama in Blond – Regie: Lothar Lambert
- 1986: Ein Virus kennt keine Moral – Regie: Rosa von Praunheim
- 2007: Die Kunst der Verführung (Kurzfilm) – Regie: Bernhard P. Beutler
- 2013: Joaquín La Habana – LebenZwischenWelten (Dokumentarfilm) – Regie: Bernhard P. Beutler
- 2017: Überleben in Neukölln – Regie: Rosa von Praunheim

## Bibliografie
- Gilles Larrain: Idols. New York, Links 1973 (Neuauflage 2011).
- Veretta Cobler: New York Underground 1970–1980. New York, Parkstone 2004.
- Norbert Kosmowski, Ronald Dittrich (Hrsg.): Male Performance. Berlin, borderline 1986, S. 11–15.
- Eike Wittrock: Stern.Zeichen. Schwules Theater, Travestie und queere Historiografie. In: Queere Zeitgeschichte. Ulrike Klöppel, Benno Gammerl, Andrea Rottmann, 26. Juni 2023, abgerufen am 26. Juni 2023.
- Joaquín La Habana im Gespräch mit Eike Wittrock: Karneval der Kulturen. „You asked for a show. You get a show. But you cannot control every aspect of the show.“ In: Zeitstrahl: Vergessene Geschichten. Diversity Arts Culture, abgerufen am 26. Juni 2023.